# Lacul Nicaragua
Lacul Nicaragua (cunoscut și sub denumirile de Lacul Cocibolca, Marea Dulce, Lacul Granada) este un lac tectonic cu o suprafață de 8.264 km2, situat în partea de vest a statului omonim. Este cel mai întins lac din America Centrală, al 19-lea din lume și al nouălea din Americi. Se găsește la o altitudine de 32 m și are o adâncime maximă de 26 m. Se leagă de Lacul Managua, prin intermediul râului Tipitapa, iar legătura cu Marea Caraibilor este asigurată de Râul San Juan. Pe lac se află peste 400 de insule.

## Galerie foto

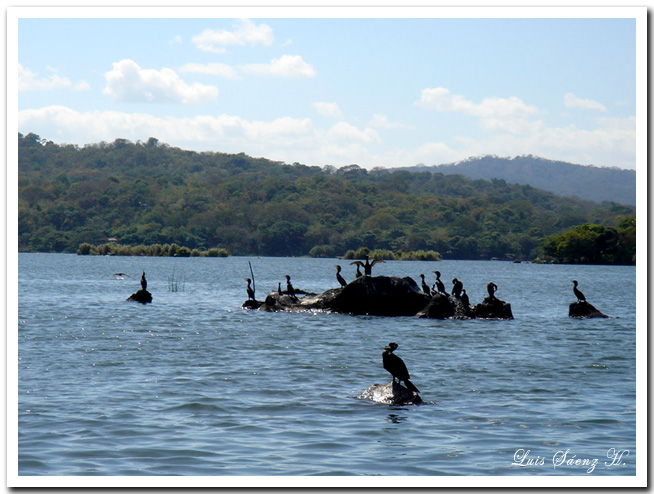
Vedere lac
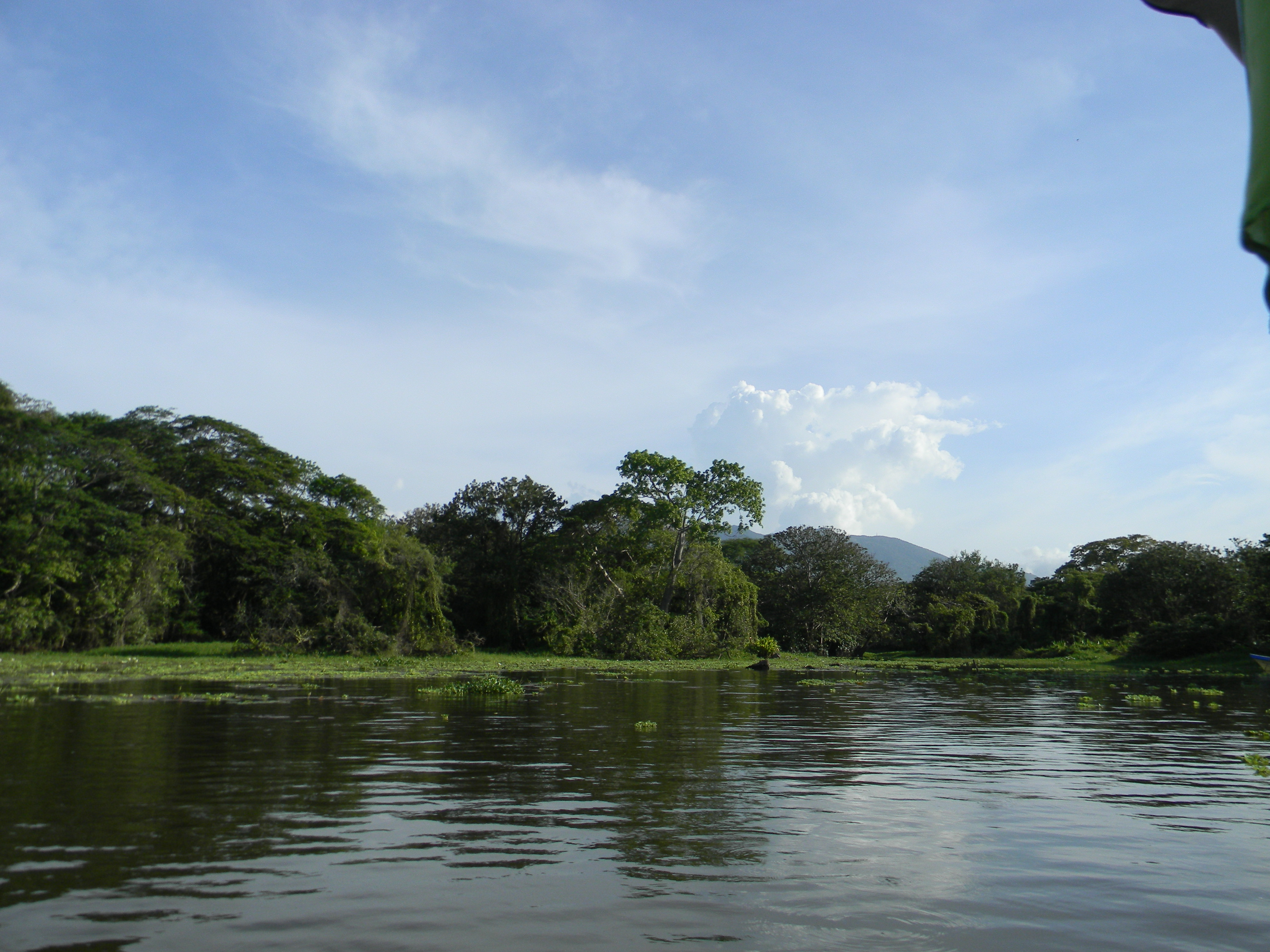
Vedere
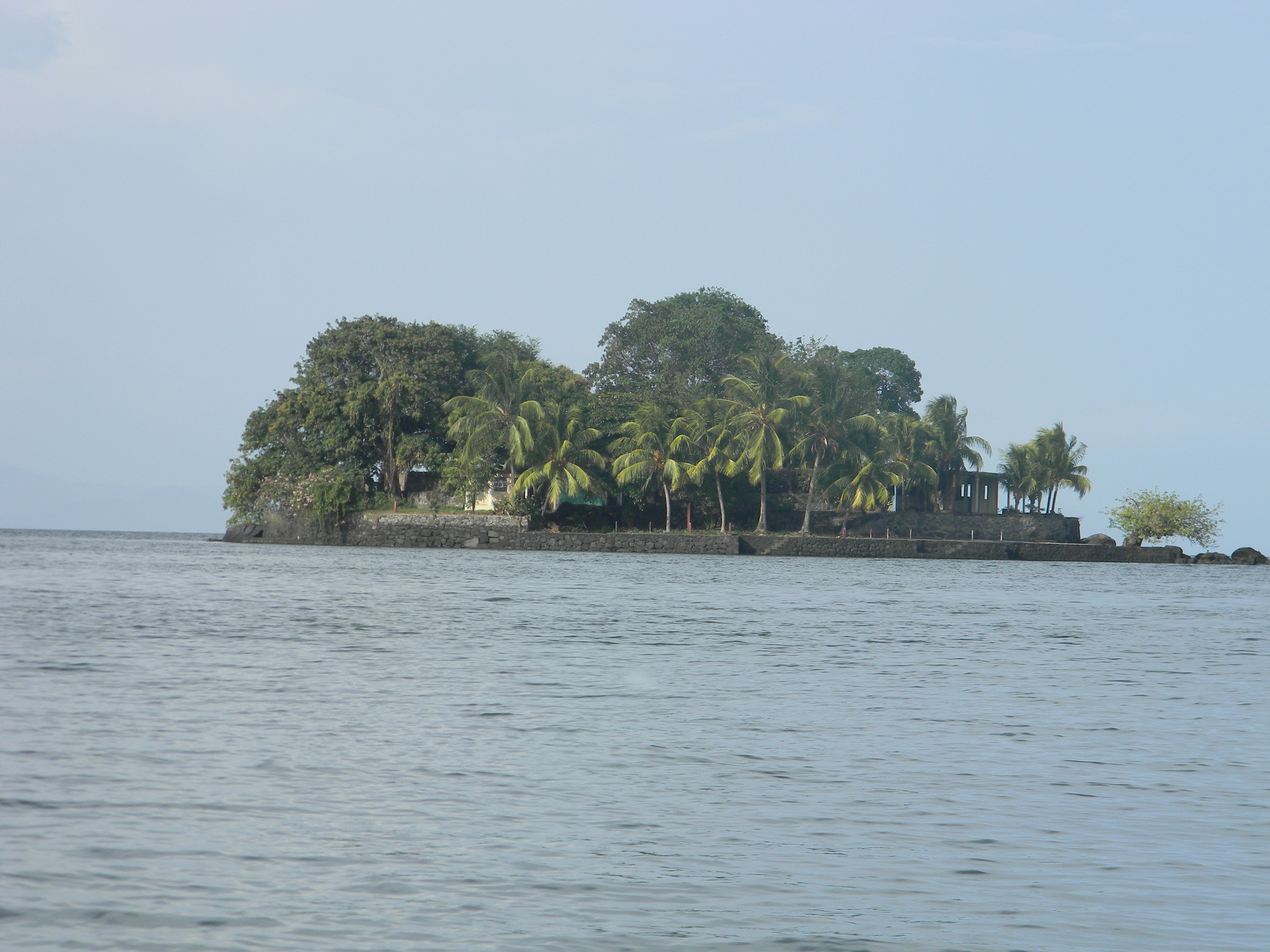
Una dintre cele peste 400 de insule
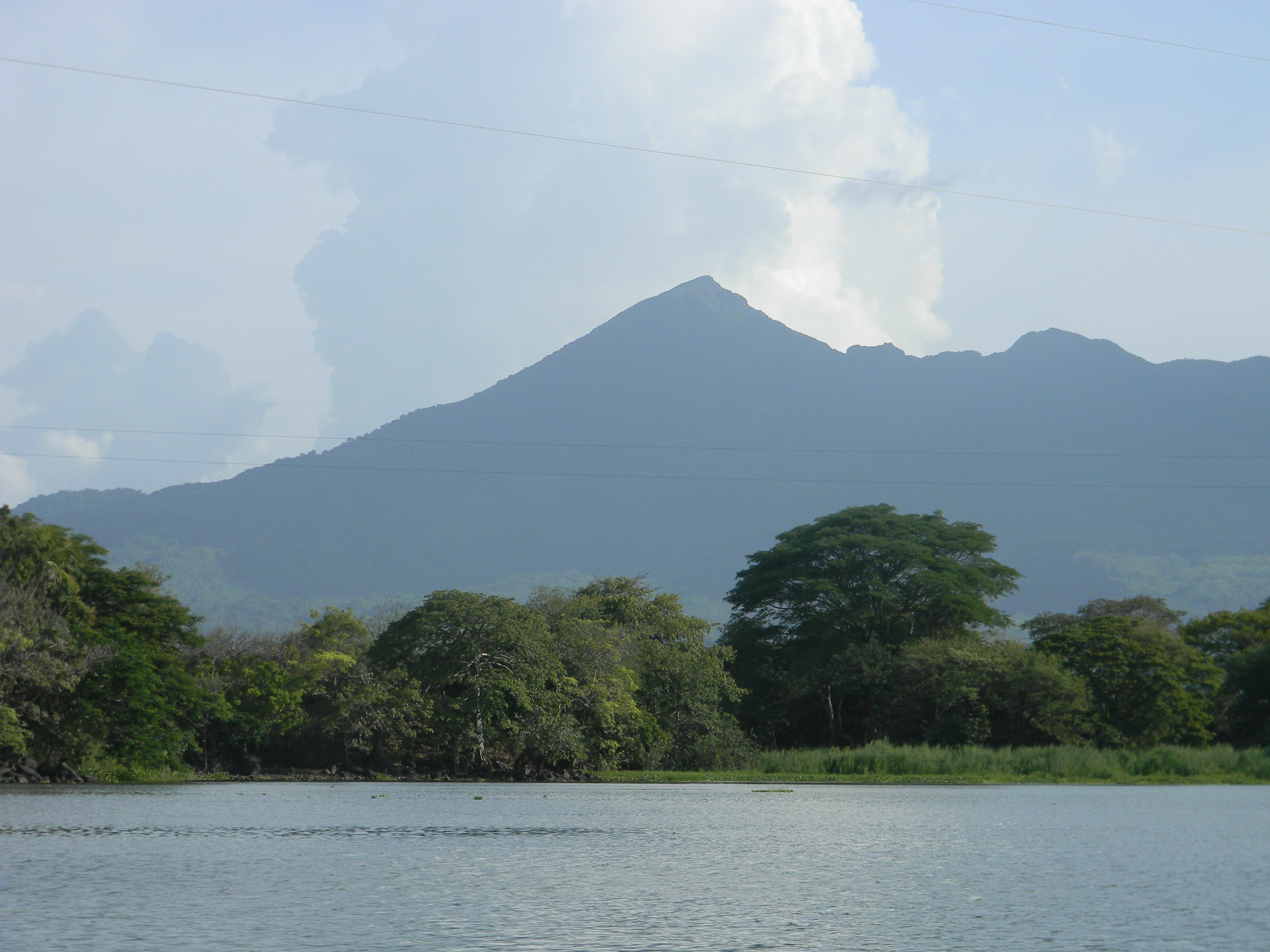
Vulcanul Mombacho
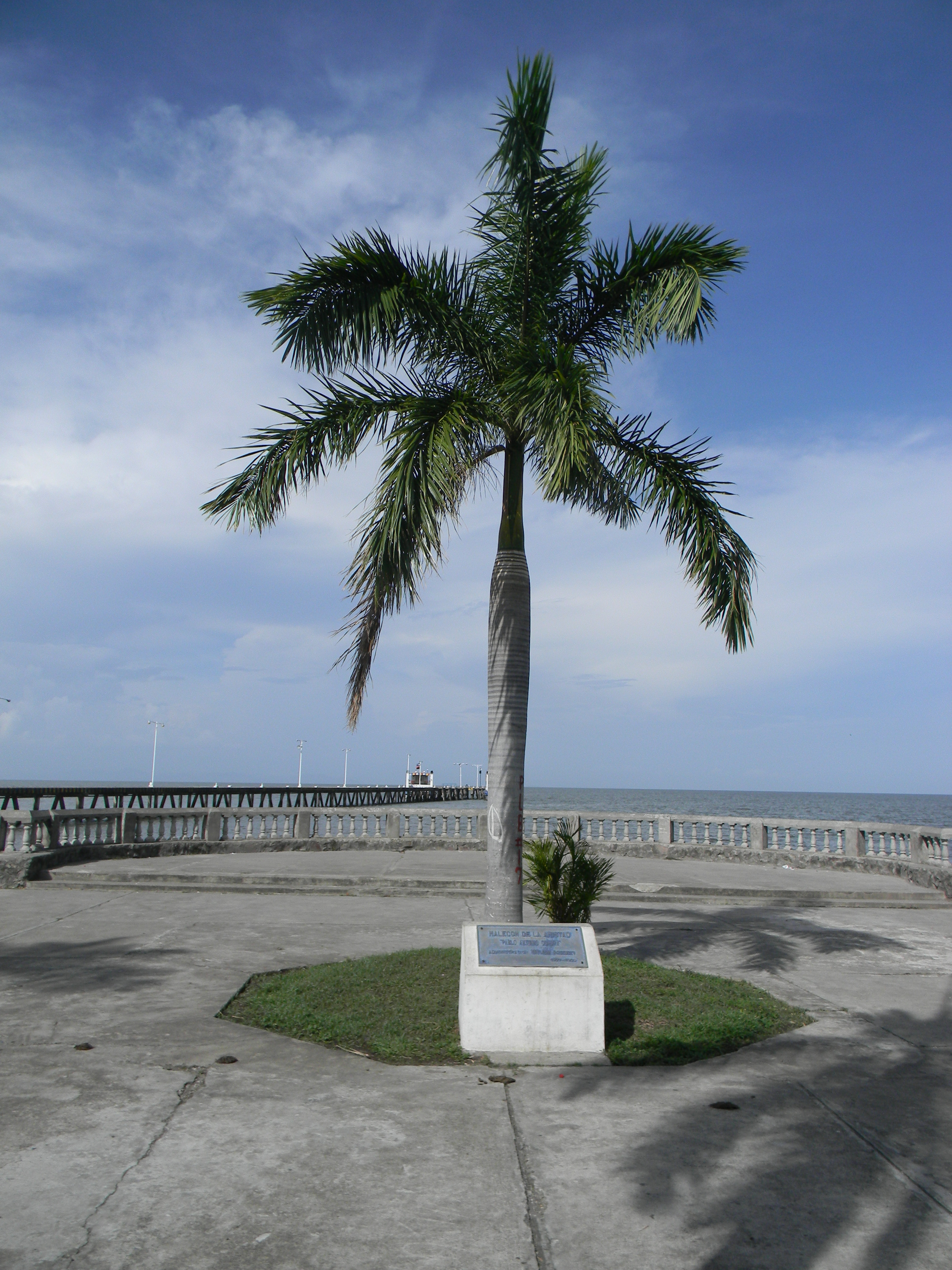
Granada - Lacul Nicaragua